# ウッチャンナンチャンのウリナリ!!
『ウッチャンナンチャンのウリナリ!!』（通称：ウリナリ!!）は、1996年（平成8年）4月12日から2002年（平成14年）3月22日まで日本テレビ系列局で放送されていた日本のバラエティ番組。ウッチャンナンチャンの冠番組。放送時間は毎週金曜日の 20:00 - 20:54（1996年4月 - 1998年9月）→19:58 - 20:54（1998年10月 - 2002年3月、いずれもJST）。

## 概要
日本テレビではそれまでも『ウッチャンナンチャン』『ウッチャン・ナンチャン with SHA.LA.LA.』『ウンナン世界征服宣言』『ウッチャンウリウリ!ナンチャンナリナリ!!』といったウッチャンナンチャンの冠番組を放送しており、本番組は金曜20時台に放送されていた『ウリウリ!ナリナリ!!』を改題したものである。『ウリウリ!ナリナリ!!』がコント・企画モノ中心の内容だったのに対し、この『ウリナリ!!』ではドキュメント系バラエティとし、ウンナン・レギュラー陣がさまざまな企画に挑戦するというものがメインに変更され、一旦コントは最小限に留められる。
収録はどのコーナーも主に日曜日・月曜日の2日間にわたって行われていた。そのうち、コントライブコーナーについては日曜日の午前と午後にそれぞれ2本（計4本）撮りが行われていた。そのため、TBS系列の生放送「アッコにおまかせ!」（昼11時45分～13時）に出演していた勝俣州和については、体力勝負企画が多く収録・拘束時間の長いウリナリにおいては主に午後収録と月曜日の収録に参加していた。
番組が放送されていた1996年から2002年は日本テレビがフジテレビから視聴率三冠王を奪還、人気番組を量産し、他局を引き離す独走状態であった。そんな渦中で「ウリナリ」も千秋をボーカルに据えた番組オリジナル音楽グループ「ポケットビスケッツ（以下ポケビ）」、その対抗グループであるビビアン・スーをボーカルに据えた「ブラックビスケッツ（以下ブラビ）」のヒットにより人気に火がつき、両グループの対決企画などが放送されていた1997年夏頃から1999年秋頃にかけて高視聴率を獲得し、日テレのドル箱番組となった。
当番組は終始体力勝負が鍵になる番組だった。レギュラー陣はポケビ・ブラビをはじめとする各種舞台の打ち合わせからリハーサル・稽古、さらには社交ダンス振り付けの把握、各コーナー企画での楽器の演奏準備・スポーツ系企画の練習、コントライブの台本の把握と、相当ハードスケジュールのなかで行っていた。また、そもそも週替わり単発コーナーについては、はじめから厳密に構成や進行を把握していたのはウンナンの2人だけ、あとのレギュラー出演者へは、現地到着後に企画を知らせていたことが後に千秋と勝俣それぞれ2人のYouTubeチャンネルおよび千秋がゲスト出演したウド鈴木MCのイッツコム番組で明かされている（ただし、コントやキャラクター設定が正確に決められている単発コーナー等の台本が初めから必要なものは除く）。

## 出演者
（）内はテロップの色。特記なき場合、1996年4月 - 2002年3月の番組全期にわたって出演。なお、途中降板したレギュラーは降板の挨拶や卒業の報告など一切行われなかった。

### ウリナリオールスターズ（レギュラー）

#### メインキャスト
- ウッチャンナンチャン
  - 内村光良（■赤）
  - 南原清隆（■青）

#### 『ウリウリ!ナリナリ!!』から続投
- K2
  - 勝俣州和（濃い■緑）
  - 堀部圭亮（1996年4月 - 2001年5月、多少濃い■緑）
- キャイ〜ン
  - ウド鈴木（■灰色）
  - 天野ひろゆき（■黄色、ブラビ時は濃い■紫）
- よゐこ
  - 濱口優（1996年4月 - 2001年5月、■水色）
  - 有野晋哉（1996年4月 - 2001年5月、濃い■紫　一時期「有野晋子」と名乗っていた）
  - 2人ともレギュラー降板後の2001年6月 - 2002年3月は不定期で出演。コンビ時（ポケビ・ブラビの日など）は■茶色が多い
- 室井滋（1996年4月 - 5月）
  - 1997年はMckeeとしての活動報告のみの出演だったが、Mckeeの消滅とともに番組から姿を消した。翌年「芸能人社交ダンス部」に部員として参加。
- 国生さゆり（1996年4月 - 5月）
  - Mckeeとしての活動報告のみに留まり、Mckeeの消滅とともに番組から姿を消す。
- 千秋（1996年4月 - 2001年4月、■ピンク）
- 高山理衣（1996年4月 - 8月）
  - 「芸能界サークル活動宣言」の総合司会を担当したが、コーナーの自然消滅やMckeeの解散、新女性陣の台頭などもあり番組から姿を消す。
- 森脇健児（1996年4月 - 8月、テロップ色不明）
  - 当初は「もってこいしりとり」のみのレギュラーであったが、コーナー消滅後は全レギュラー参加企画や「ウリナリ応援団」の参加というポジションばかりであった。「ウリウリ!ナリナリ!!」では「ラバ管ハイジャンプ選手権」に北野誠と共に参加
- 巴千草（1996年4月 - 8月）
  - 初期のコント出演や、「URIナリキリ」の進行役が主な出番であり、森脇同様全レギュラー参加企画や「ウリナリ応援団」の参加などに甘んじた末フェードアウトしていった。

#### 中期に加入
- ビビアン・スー（1996年5月 - 1999年10月、■オレンジ）
  - 「ウリウリ!!ナリナリ!!」時代からたまに番組に顔を見せていたが「芸能人社交ダンス部」の加入を機にレギュラーとなる。
- 藤崎奈々子（1997年頃 - 2001年4月、■薄紫）
- 「芸能人お見合いサークル」の第2弾のお見合い相手として番組初登場。その後「ドーバー海峡横断部」への入部以降レギュラーとなる。
- ケディ（1999年4月〜2000年11月、■薄緑）
- 山川恵里佳（1999年11月 - 2002年3月、赤に近い■ペールオレンジ）
- 神尾米（1999年 - 2000年1月、2002年、テロップ色不明）
  - 「ドーバー海峡横断部」→「マッターホルン→赤岳登頂部」の部員のみの出番であったが、「ウリナリ大会議」に参加するなど、レギュラー扱いとなっていた。
- ニラ・バラ（2000年 - 2001年）
- ジニー（2000年9月 - 2002年3月、■オレンジ色、2000年12月のビビアン一時復帰出演時は濃い■ピンク）
- ハン（2000年9月 - 2002年3月、■薄紫）

#### 解散総選挙後
いずれも2001年6月 - 2002年3月出演。
- ゴルゴ松本（■水色）
- 大竹一樹（テロップ色不明）
- 坂本ちゃん（テロップ色不明）
- 小池栄子（■ピンク）
- 神戸みゆき（テロップ色不明）
  - 「女子柔道部・内村虎の穴」の刺客として初登場するが、コーナー自体がウリナリ7解散騒動のドタバタの煽りで消滅したため他のコーナーにも顔を出すようになる。

### 進行アナウンサー
さまざまな企画でのウンナンのアシスタント的な役割を担った。いずれも日本テレビアナウンサー（当時）。
- 羽鳥慎一（「もってこいしりとり」進行役）
- 鷹西美佳（初期の社交ダンス部顧問）
- 後藤俊哉（初期に一時担当）
- 河村亮（「ウリウリナリナリ」時代から社交ダンス部のみとなった特番まで担当、ウンナン・キャイ〜ン・勝俣に次ぐ最多出演者。彼はこの番組でバラエティにも進出するようになった。ウリナリ審査委員会も担当した）
- 大神いずみ（「芸能人ルアーフィッシング同好会」リポーター）
- 松永二三男（レギュラー放送時代中期 - 末期頃に一時担当）
- 藤井貴彦（ドーバー仮面。ドーバー海峡横断部に部員で参加、ドーバー時のテロップは■青）
- 山王丸和恵（1998年ポケビ100万人署名最終日の集い時、中継担当）
- 藤井恒久（1999年ウリナリブラビ生放送特番スペシャル時、中継担当）
- 船越雅史（奪三振王への道）
- 魚住りえ（1999年〜2002年、ウリナリブラビ生放送特番スペシャル時、中継担当ほか）
- 蛯原哲（1998年頃に一時担当）
- 村山喜彦（1999年ウリナリグレートサミット・UGSの1回のみ）
- 舟津宜史（1999年のウリナリグレートサミット・UGSの1回のみ）
- 松本志のぶ（2000年〜2001年、ウリナリゼミナールのホワイティのアシスタント担当）
- 高橋雄一（2002年）

など

### ウリナリ応援団
勝俣を団長に据えた団体。最初の社交ダンス大会の応援以降あらゆる企画に登場したが、要は出番がないレギュラーのために用意した野次馬ポジション。96年秋頃のレギュラーの人員整理によって消滅した。その後はポケビとブラビの対決時などに堀部・よゐこの3人で一時的に復活している。ポケビとブラビが第49回NHK紅白歌合戦に出場した際にもバックダンサーとして登場。

### ウリナリ審査委員会
元々は追加ルールや課題の発表などを出演者及び視聴者に発表する役割を受け持つ架空の組織。『とんねるずの生でダラダラいかせて!!』の中でリポーターが口癖のように言いながらも実際は虚構の存在だった「生ダラ審査委員会」とは対照的に、こちらは制作側の意思を具現化した団体として設定されている。登場時には必ず黒のタキシードを着ていた。主にポケビ・ブラビシリーズを中心に、中期十数回登場。1999年のポケットビスケッツとのCD発売を賭けてのトライアスロン対決に敗れた事で自然消滅と思われたが、ポケビ・ブラビシリーズ終了後はまだ活動は継続していた。
- 勝俣州和
- 堀部圭亮
- 河村亮
- 内村光良 ※ウリナリ女王決定戦のみ。

### コーナーレギュラー
- パッパラー河合（爆風スランプ、1996年4月 - 1999年「ポケビ（新曲発表時）」）
- 杉本彩（1996年4月 - 2002年3月「社交ダンス部」、濃い紫）
- わたりとしお（1996年4月 - 1999年「社交ダンス部」、「写真部」テロップ色不明）
- 鈴木紗理奈（1996年4月 - 5月「社交ダンス部」、テロップ色不明）
- 矢部美穂（1996年「社交ダンス部」、テロップ色不明）
- 出川哲朗（1997年「芸能人お見合いサークル」、テロップ色不明）
- 伊藤裕子（1996年 - 1997年「社交ダンス部」、テロップ色不明）
- 遠藤久美子（1997年 - 1998年「社交ダンス部」、テロップ色不明）
- 松任谷由実（1997年2月 - 4月、1999年12月 - 2000年2月「モテないブラザーズ」、テロップ色不明）
- 松任谷正隆（1997年2月 - 4月、1999年12月 - 2000年2月「モテないブラザーズ」、テロップ色不明）
- 久保純子（NHKアナウンサー・1999年1月、「ポケビ・ブラビ紅白の真相」）
- 山本晋也カントク（1999年12月31日、「ザッツ・ウリナリテイメント」）
- 小倉久寛（2000年「マーチングバンド部」・「ナトゥ」、テロップ色不明）
- 三宅裕司（2000年「ナトゥ」、テロップ色不明）
- 北陽（2002年1月 - 2月「狂言部」、テロップ色不明）
- いとうせいこう（2002年1月 - 2月「狂言部」、テロップ色不明）
- チューヤン（2002年1月 - 2月「狂言部」、オレンジ色）
- 加藤茶（2001年「ウリナリライブ2001 スペシャルジョイントカーニバル」、コントのみの出演のためテロップなし）
- 三津谷葉子（2001年「女子柔道部」・「社交ダンス部」、テロップ色不明）
- 小野愛（2001年「女子柔道部」・「社交ダンス部」、テロップ色不明）
- 雪野智世（2001年4月 - 5月、「解散総選挙」進行）
- 舛添要一（2001年4月 - 5月、「解散総選挙」解説者）

## 番組の歴史

### 初期
- 1996年
  - 4月12日 - 「ウリナリ」としての放送開始。
  - 8月 - 9月頃にかけて、キャイ〜ン、K2、よゐこ、千秋、ビビアンを除く「ウリウリ!ナリナリ!!」時代からのレギュラー及び、「ウリナリ」の新規レギュラーが相次いで自然降板した。理由は不明。
  - 9月4日 - ポケットビスケッツの2ndシングル「YELLOW YELLOW HAPPY」を発売し、ミリオンセラーを記録。これを機に徐々に番組認知度と視聴率が上昇していく。
  - 9月13日 - エンディングテーマ前のコントコーナー「ランキングキャラクターライブ」がスタート。

### 中期
- 1997年 - この年、藤崎がレギュラー参加。
  - 1月10日 - ブラックビスケッツが初登場。
  - 2月 - 普段滅多にバラエティに出演しない歌手の松任谷由実と松任谷正隆夫妻2人が内村と勝俣の「モテないブラザーズ」の企画でゲスト登場する。3月に開催する松任谷由実のライブにてモテないブラザーズが参加する打ち合わせと松任谷由実へのオファーを行った。
  - 3月21日 - 春のウリナリ!!2時間スペシャル『ウリナリ!! 南へ北へスペシャル』放送。そのユーミンのライブに内村と勝俣によるモテないブラザーズが「春よ、来い」の演奏でスペシャル参加。
  - 4月 - 初めてオープニングCGとタイトルロゴを変更。
  - 10月10日 - 秋のウリナリ!!2時間スペシャル『ウリナリ芸能人社交ダンス部 炎の全日本団体戦スペシャル』で平均視聴率28.2%を記録。この回が、特番を含むウリナリの全放送回（1996年 - 2007年）の中で最高視聴率を記録した放送となり、当時、最大の強力裏番組だったテレビ朝日系「ミュージックステーション」に視聴率でついに勝利する。
- 1998年 - 年間を通じてポケビVSブラビの対決企画が若年層を中心に支持され、番組発の両者の曲も引き続きミリオンセラーを記録するなど全盛期に突入。
  - 1月30日 - 『ウリナリ大会議』第1回が放送。内村がゲームに敗れて補欠になり、翌週からしばらく番組内のタイトルが『ナンチャンのナリ!!』に変更される。
  - 10月16日 - 放送時間2分拡大、金曜19:58 - 20:54となる。
  - 12月25日 - 初のウリナリ大型特番『ザッツウリナリテイメント』を生放送。
  - 12月31日 - ポケビとブラビが（設定上）和解し、『第49回NHK紅白歌合戦』に紅組でスペシャルユニットとして出場。1997年より続いてきた「ポケビVSブラビ対決」はこれが最後となった。以降、ポケビとブラビの絡みが徐々に減っていく。
- 1999年 - この年、神尾米、藤井貴彦アナウンサー、ケディが初登場。
  - 4月 - ケディが初登場、5月からブラビの正式メンバーに加わる。
  - 6月18日 - 視聴率が『Mステ』に久々に負けを喫した[注 3]。これ以降、1997年秋頃から首位独走状態にあった視聴率が徐々に『Mステ』に奪われはじめる。
  - 5月21日 - ブラビがポケビにケディ像の購入を求めるが拒否される。この放送が番組での2組の会話を伴う最後の共演となった（後述の最終回では別々の登場のため、直接の共演はなかった）。
  - 7月16日、地上波未公開シーンの有料動画配信を実験的に開始[4][5]。
  - 7月 - シングル「Bye-Bye」が設定された売上枚数に到達せず、ブラビから南々見狂也とケディが脱退。ブラビはそのまま活動休止となる。
  - 10月 - ビビアンがブラビの活動休止と同時にレギュラーを降板。以降、ビビアンの出演は2000年12月の『ナトゥ』の宣伝時、2002年3月の最終回「ウリナリ祭り」のみである（ウリナリ祭りではブラビとしての出演）。
  - 10月15日 - 「ランキングキャラクターライブ」が終了。10月22日からは新コントコーナー「スーパーフライデーナイトライブ」がスタート。
  - 12月31日 - 2000年1月1日 - 『雷電スペシャル いけ年こい年 1999→2000』を日本テレビの年越し番組として放送、当番組の企画も放送された。松任谷とポケビがライブで、新曲『Millennium』を披露。2年半ぶりに「もてないブラザーズ」が復活、スペシャル版「春よ、来い」を演奏。南原はブラビの「Timing」で演奏した経験を生かし、松任谷の歌と共にサックスを演奏した。
- 2000年 - この年、ニラ・バラが初登場（基本的にナトゥ関連のコーナーへの出演。不定期に単発コーナーにも出演）。
  - 1月21日 - 「ポケビ慰安旅行」にて千秋のポケビ卒業&ソロデビューを発表。
  - 3月12日 - 千秋がポケビを卒業。この日、日本武道館で開催されたシークレットライブをもってポケビは活動は休止。ライブの模様は後日スペシャルでダイジェスト放送、WOWOWではフルバージョンが放送された。
  - 4月28日 - 総集編、ウリナリ大会議「ウッチャンナンチャンのウリナリ!!5年の奇跡」を放送。

### 後期
- 2000年5月26日 - タイトルロゴ2度目の変更。同時にオープニングCGも廃止され、通常放送のオープニングは放送日の各コーナーを紹介するだけの簡易的なものとなり、タイトルロゴも画面左上または右上に小さく表示されるだけになる。
  - 9月22日 - 「スーパーフライデーナイトライブ」が終了。一時、コントコーナーが廃止される。
  - 10月 - 内村扮するホワイティ司会（アシスタント：松本志のぶアナウンサー）のスタジオ収録かつレギュラー全員でのクイズコーナー「ウリナリゼミナール」がスタート。スーパーフライデーナイトライブ、企画ユニットの終了により、実質的にこのコーナーが番組のメイン企画となり、単発の企画などが激減した。同コーナーは2001年まで行われた。
  - 11月 - ケディが一時帰国を理由に降板。

### 末期
- 2001年 - 視聴率を取り戻すためにレギュラー陣の大幅な入れ替えなど、様々なてこ入れが行われた大改革の年であった。また2000年以前に比べ、金曜日にもプロ野球中継「劇空間プロ野球」が編成されるようになり、シーズン中（4月 - 9月）は放送休止が目立つようになった。
  - 1月 - 「21世紀ビッグプロジェクト｣としてウリナリ7開始。
  - 4月20日 - 5月11日 - ウリナリ解散総選挙が行われた。レギュラー陣はウンナン・キャイ〜ン、勝俣、女性陣は山川恵里佳を除いて一新されるという、事実上番組の大幅リニューアルに踏み切った。この総選挙でK2堀部、よゐこの2人が落選。以降、番組全体の人気に陰りが見え始め、視聴率も低迷した。
  - 6月 - 番組開始当初から携わり、ウンナンとも親しいプロデューサーの土屋敏男が編成部長就任に伴い、当番組の担当を離れる。
  - 10月19日 - タイトルロゴを3度目の変更。視聴率の回復を図るためかオープニングCGが復活した。
- 2002年
  - 2月 - 「ウリナリ大会議」にて番組終了及び最終回「ウリナリ祭り」の概要が正式発表される。
  - 3月12日 - 番組の旧レギュラー陣の一部（スケジュールの都合などで全員は出演できず、出演できなかった者のVTRやコメントなどもなかった）もゲストという形で登場・出演した最終回イベント「ウリナリ祭り」を有楽町・東京国際フォーラムで開催。会場には5000人を超える番組ファンが集まり、満席となり立ち見客も出た。
  - 3月22日 - 最終回の放送。上記の「ウリナリ祭り」を再編集した1時間枠で7年間のレギュラー放送を終了した。ラストは2001年以降に結成されたマーチングバンド部を起源とする新レギュラー陣全員の演奏による「風になりたい」を披露。演奏終了後のステージには華やかに紙吹雪が舞い上がり、ウンナンの2人による「みなさん、7年間、本当にありがとうございました! そして（内村）」「ありがとうございました!（南原）」という感謝の言葉で大団円となった。旧レギュラー陣で放送された6年に比べて、ウリナリ解散総選挙後の新レギュラー陣による放送期間は約9ヶ月となった。
  - 本番組終了後、ウンナンの新レギュラー番組は制作されず、『ウッチャンナンチャン』から続いた日本テレビ系のウンナン冠番組シリーズも13年で幕を降ろした。特番への出演は存在したが、日本テレビでのレギュラー番組は、内村は2004年の「ワールド☆レコーズ」、南原は2006年の「シャル・ウィ・ダンス? 〜オールスター社交ダンス選手権〜」まで空くこととなる。

### 終了後
- 2002年12月27日 - 2007年3月25日 - 『ウリナリ芸能人社交ダンス部』単独特番が9回放送された。
- 2008年6月18日 - 番組末期のレギュラーだった神戸みゆきが逝去。番組歴代レギュラー陣においては初の逝去者となった。共演者らの追悼コメントは公式には出ていない。
- 2018年8月 - 24時間テレビ 愛は地球を救う41内にて、サプライズとしてポケビが最終回の東京国際フォーラム以来15年ぶりの本格的なライブを日本武道館にて行う[6]。「ウリナリ」自体の復活はなく、当番組の紹介は簡易的にされるに留まったほか、往年のようにライブ開催に向けてメンバーに何らかの試練が与えられる演出などもなかった。
- 2022年5月14日 - 全期間に渡って番組の進行とウリナリ審査委員会のメンバーを務めた河村亮アナウンサーが逝去[7]。共演者の内、キャイ〜ンが葬儀告別式に参列したことが報じられ、千秋が自身のSNS公式インスタグラム上にて追悼のコメントを行っている[8]。
- 2022年12月3日 - 日テレ系音楽の祭典 ベストアーティスト内にて、今度はブラビが最終回の東京国際フォーラム以来20年ぶりの本格的なライブを麹町スタジオにて行った。これに伴い、ビビアンが来日した[9][10]。2017年のポケビ復活と同様に、こちらも番組自体の復活や試練はなかったが、ブラビ復活に向けてのやり取りや寸劇が放送された。
- 2023年12月 - ポケビとブラビが第74回NHK紅白歌合戦の特別企画『テレビが届けた名曲たち』に出場。2組が紅白に出場するのは25年ぶりとなる[11][12]。ブラビの「Timing」では新規で内村の演奏パートがあったほか、2024年1月8日にNHK総合で放送された「NHK紅白歌合戦お正月スペシャル」[13]では2組のリハーサル風景が放送された。

## 放送リスト

### 1996年
| 回 | 放送日   | 内容 | 備考 |
| -- | -------- | --- | ---- |
| 1  | 4月12日  | コント「スカウト」 URINARIもってこいしりとり 芸能界サークル活動宣言「ローズ南原芸能人社交ダンス部」 コント「再会」 Mckee                                                                                 |      |
| 2  | 4月19日  | コント「新入社員」 URINARIもってこいしりとり コント「みんな忙しい」 芸能界サークル活動宣言「ローズ南原芸能人社交ダンス部・学生社交ダンス競技会に挑戦」 燃えるカンフー① ポケットビスケッツ                |      |
| 3  | 4月26日  | 芸能界サークル活動宣言「内村コーラス部」 コント「無人契約機」 ナンチャンエンジェル・ウッチャンデビル「迷子のお母さんを探せ！」① コント「携帯混声合唱団 URINARIもってこいしりとり エンディングのコーナー  |      |
| 4  | 5月10日  | 芸能界サークル活動宣言「芸能人愛犬同好会」 ナンチャンエンジェル・ウッチャンデビル「迷子のお母さんを探せ」➁ TOP of THE URI ナリキリ コント「トモちゃん」 URINARIもってこいしりとり エンディングのコーナー |      |
| 5  | 5月24日  | 芸能界サークル活動宣言「芸能人エキストラ部」 ナンチャンエンジェル・ウッチャンデビル「迷子を助けろ！！」① TOP of THE URIナリキリ 燃えるカンフー➁ URINARIもってこいしりとり                                |      |
| 6  | 5月31日  | 芸能界サークル活動宣言「芸能人社交ダンス部チャチャチャ練習」 TOP of THE URI ナリキリ ナンチャンエンジェル・ウッチャンデビル「迷子を助けろ！！」➁ URINARIもってこいしりとり                               |      |
| 7  | 6月7日   | 芸能界サークル活動宣言「芸能人ルアーフィッシング同好会」 コント「だ〜れだ」 ナンチャンエンジェル・ウッチャンデビル「歯医者さんへ行こう！」 コント「ごめんネ」 燃えるカンフー③ URINARIもってこいしりとり  |      |
| 8  | 6月14日  | 第三回電車すごろく長崎版 TOP of THE URIナリキリ ナンチャンエンジェル・ウッチャンデビル「迷子を助けろ！」④ コント「トモちゃん」 芸能界サークル活動宣言「芸能人社交ダンス部サンバ練習」                    |      |
| 9  | 6月28日  | 芸能界サークル活動宣言「芸能人社交ダンス部」 大会出場1級に挑戦！千葉県アマチュアスポーツ大会 |      |
| 10 | 7月5日   | 芸能界サークル活動宣言「芸能界お見合いサークル」 TOP of THE URIナリキリ 燃えるカンフー④ URINARI魚雷戦ゲーム                                                                                              |      |
| 11 | 7月12日  | 芸能界サークル活動宣言「内村光良の芸能人カヌー・サークル」 TOP of THE URIナリキリ ウリナリ街かどクイズ 燃えるカンフー⑤ ポケットビスケッツ続報！                                                          |      |
| 12 | 7月19日  | 芸能人サークル活動宣言「部長南原清隆の芸能人ダイビングサークル」 コント「カミカミマン」 勝俣・本上愛の行方「東京日本橋」                                                                                 |      |
| 13 | 7月26日  | アトランタオリンピック記念特別企画世界に挑戦！ 芸能界サークル活動宣言「芸能人カラオケサークルオールスターカラオケ選手権」 燃えるカンフー⑥ 勝俣・本上愛の行方「大阪」 ポケットビスケッツ第2弾続報！       |      |
| 14 | 8月2日   | 内村光良女子マラソンに挑戦！withインラインスケート 燃えるカンフー⑦ 勝俣・本上愛の行方「電話」 ポケットビスケッツ新曲速報                                                                                 |      |
| 15 | 8月23日  | 芸能人社交ダンス部「重大発表」 アトランタ五輪記念特別企画世界に挑戦第3弾男子1500メートル陸上 コント「カミカミマン」 勝俣・本上愛の行方「水族館」 ポケットビスケッツ「プロモーションビデオ制作」          |      |
| 16 | 8月30日  | めざせ！パーフェクトボーリング 芸能人社交ダンス部「オリジナルダンス作成」 TOP of THE URIナリキリ「グランドチャンピオン大会」 勝俣・本上愛の行方「お見舞い」 ポケットビスケッツ「CG発表」                 |      |
| 17 | 9月6日   | 千秋VSビビアン・スーどちらが人として優れているか 芸能人社交ダンス部 勝俣・本上愛の行方「清里」 ポケットビスケッツ「CG全編公開」                                                                          |      |
| 18 | 9月13日  | 芸能人社交ダンス部「走行会」 ランキングキャラクターライブ「Senior Junior」「ザ・レスラーズ」 勝俣・本上愛の行方「ナイトクルージング」 ポケットビスケッツ                                                 |      |
| 19 | 10月4日  | 芸能人社交ダンス部 勝俣・本上愛の行方完結編「北海道」 |      |
| 20 | 10月18日 | 芸能人アイスホッケー部 ランキングキャラクターライブ「Hip Hop Boyz」「コギャルドラゴン」 ビビアン・スーVS千秋どちらが人として優れているか？千秋復讐戦                                                     |      |
| 21 | 10月25日 | 祝ヒットチャートベスト10入り企画ポケットビスケッツきき酒大会 芸能人お見合いサークル ランキングキャラクターライブ「ビビアン星人」「KORO&SACHIKO」 ポケットビスケッツきき酒成功！！初ライブ                |      |
| 22 | 11月8日  | 祝初ライブおめでとう企画ポケットビスケッツライブ OR 解散きき寿司大会 芸能人社交ダンス部 ランキングキャラクターライブ「Hip Hop Boyz」「Senior Junior」 ポケットビスケッツ Super Special Live              |      |
| 23 | 11月15日 | 芸能人社交ダンス部 芸能界ウリナリ消防団 ランキングキャラクターライブ「Hip Hop Boyz」「ナンゴロウとゆかいな仲間たち」 演歌ボーイズ                                                                        |      |
| 24 | 11月22日 | 100万枚突破おめでとう企画ポケットビスケッツ新曲の曲発注 OR 解散きき麺大会 芸能人社交ダンス部 ランキングキャラクターライブ「Hip Hop Boyz」「ビビアン星人」 ポケットビスケッツ新曲情報                     |      |
| 25 | 11月29日 | 芸能人社交ダンス部 芸能界お見合いサークル ランキングキャラクターライブ「Hip Hop Boyz」「コギャルドラゴン」                                                                                               |      |
| 26 | 12月6日  | ポケットビスケッツ解散 or 作詞"作詞能力テスト" 芸能界お見合いサークル 芸能人社交ダンス部 ランキングキャラクターライブ「カミカミマン」「演歌ボーイズ」                                                    |      |
| 27 | 12月13日 | ポケットビスケッツに最後の試練 芸能人社交ダンス部 ランキングキャラクターライブ「Hip Hop Boyz」「マッドファーザー」                                                                                       |      |
| 28 | 12月20日 | ※19:00 - 20:54 芸能人社交ダンス部世界挑戦第2弾 in 香港 |      |

### 1997年
| 回 | 放送日   | 内容 | 備考 |
| -- | -------- | --- | ---- |
| 29 | 1月10日  | エンディングテーマ争奪ポケビVSブラビ モテないブラザーズピアノに挑戦 ランキングキャラクターライブ「Hip Hop Boyz」「Senior Junior」                                                                                                |      |
| 30 | 1月17日  | エンディングテーマ争奪ポケビVSブラビ モテないブラザーズPIANO CIRCLE ランキングキャラクターライブ「ホワイティ」「ザ・レスラーズ」 演歌ボーイズ ポケビ新曲今夜初公開！                                                             |      |
| 31 | 1月24日  | ポケットビスケッツVSブラックビスケッツエンディングテーマ対決 南原ギャグプロデュース モテないブラザーズ PIANO CIRCLE ランキングキャラクターライブ「父さんのコップ」「演歌ボーイズ」                                               |      |
| 32 | 1月31日  | ポケットビスケッツVSブラックビスケッツエンディングテーマ対決 モテないブラザーズ PIANO CIRCLE ランキングキャラクターライブ」「Hip Hop Boyz」「ウド劇団」「ビビアン星人」                                                          |      |
| 33 | 2月7日   | モテないブラザーズPIANO CIRCLE ランキングキャラクターライブ「カミカミマン」「演歌ボーイズ」 |      |
| 34 | 2月14日  | ポケットビスケッツVSブラックビスケッツエンディングテーマ対決 ランキングキャラクターライブ「New Hip Hop Boyz」「セロセロオセロ」「ビビアン星人」                                                                                  |      |
| 35 | 2月21日  | 「笑点」に挑戦 ブラックビスケッツぶらび三人旅 |      |
| 36 | 2月28日  | ポケットビスケッツVSブラックビスケッツエンディングテーマ対決 南原ギャグプロデュース ランキングキャラクターライブ「Hip Hop Boyz」「ホワイティ」「ウド劇団」                                                                       |      |
| 37 | 3月7日   | 南原宇宙ロケット研究所NANSA モテないブラザーズ ランキングキャラクターライブ番外編「ホワイティ in White Day」 |      |
| 38 | 3月14日  | エンディングテーマ争奪ポケビVSブラビ モテないブラザーズ ランキングキャラクターライブ「カミカミマン」「演歌ボーイズ」 |      |
| 39 | 3月21日  | ポケビ消滅か！？綱渡り対決 南原写真部・氷の下の天使クリオネを撮る モテないブラザーズ |      |
| 40 | 4月11日  | 千秋VSビビアン花嫁修行対決 ブラビは今 ランキングキャラクターライブスペシャル「New Hip Hop Boyz スペシャル」「スーパー演歌ボーイズ」                                                                                              |      |
| 41 | 4月18日  | キャイ〜ンマイカー購入おめでとう企画 春の交通安全ラリー大会 ブラックビスケッツ ランキングキャラクターライブ「ナンフィー南田」「KORO & SACHIKO」                                                                                  |      |
| 42 | 5月2日   | ウリナリ!!三年目突入レギュラーコンビ実力試し大会 ブラックビスケッツ ランキングキャラクターライブ番外編「ホワイティ&ビビアン-端午の節句編-」                                                                                      |      |
| 43 | 5月9日   | 仲間を救え!!心を一つに大会 ブラックビスケッツ 南原ギャグプロデュース ランキングキャラクターライブ「ヒイキーズ」「ストーカーズ」                                                                                                  |      |
| 44 | 5月23日  | 芸能人写真部・幻の蝶を追う！ 内村の有野よ俺を超えてみろ！ ポケットビスケッツ重大情報！！ ブラックビスケッツ ランキングキャラクターライブ番外編「giobi」                                                                          |      |
| 45 | 5月30日  | 内村リベンジ企画・有野よもう一度俺を超えてみろ！どっちが寝ないか対決 ポケビ第4弾新曲情報！ ブラビ像の下で ランキングキャラクターライブ「ブレーンブラザーズ」「Mr.管理人」                                                        |      |
| 46 | 6月6日   | ブラビ像in台湾 ランキングキャラクターライブ「V.S」「父さんのコップ」 |      |
| 47 | 6月20日  | モテないブラザーズ・人妻とどっちが恋に堕ちやすいか対決！！ ビビアン&ウド日本語上達計画 ランキングキャラクターライブ「ブレーンブラザーズ」「どうだろう君」                                                                        |      |
| 48 | 6月27日  | 新コンビ天然ブラザーズ結成 グリーンマンスペシャル・占い・ドームでキャンペーン・キャラデックを緑に ブラビ台湾デビュー作戦 ランキングキャラクターライブ「ホワイティ」「ラバーズ」「父さんのコップ」                                |      |
| 49 | 7月4日   | ウド部 天然ブラザーズ ブラックビスケッツ台湾デビュー大作戦！！ ポケットビスケッツGREEN MANオリコンランキング発表 ランキングキャラクターライブ「ルーレットボーイズ」「ナンフィー南田」 ポケットビスケッツアルバムエンディング対決 |      |
| 50 | 7月11日  | 人妻とどっちか恋に堕ちやすいか対決2 天然ブラザーズ ランキングキャラクターライブ「コギャルドラゴン」「正す達人の会」 ポケットビスケッツエンディングテーマ対決                                                                     |      |
| 51 | 7月18日  | 水を飲まない対決 天然ブラザーズ ブラックビスケッツ台湾デビュー大作戦！！ ランキングキャラクターライブ「どうだろう君」「ナンフィー南田」 ポケットビスケッツエンディングテーマ対決                                                 |      |
| 52 | 7月25日  | ドーバー海峡横断部始動 天然ブラザーズ ランキングキャラクターライブ「ホワイティ」「正す達人の会」 ミニコーナーポケビエンディング対決                                                                                              |      |
| 53 | 8月1日   | 天然ブラザーズ ポケビエンディングテーマ対決 |      |
| 54 | 8月15日  | 芸能人社交ダンス部 ブラックビスケッツ台湾デビュー大作戦 ランキングキャラクターライブ「コギャルドラゴン」「父さんのコップ」 ミニコーナーポケビエンディングテーマ対決                                                              |      |
| 55 | 8月22日  | ドーバー海峡横断部 芸能人社交ダンス部 ブラビ台湾デビュー今日決定か！ ランキングキャラクターライブ「ホワイティ」「ブレーンブラザーズ」                                                                                            |      |
| 56 | 9月5日   | 芸能人社交ダンス部 ランキングキャラクターライブ夏の思い出スペシャル「どうだろう君」「父さんのコップ」 |      |
| 57 | 9月12日  | 芸能人社交ダンス部 ブラックビスケッツ ドーバー海峡横断部 ランキングキャラクターライブ「コギャルドラゴン」「正す達人の会」 |      |
| 58 | 9月19日  | 芸能人社交ダンス部 人妻とどっちが恋に堕ちやすいか対決 ブラビデビューへ ランキングキャラクターライブ「ホワイティ」「フクメンズ」                                                                                                  |      |
| 59 | 10月10日 | 芸能人社交ダンス部炎の全日本団体戦スペシャル |      |
| 60 | 10月17日 | 芸能人社交ダンス部 ブラビIN台湾プロモーション KING of Character バトルトーナメント「ホワイティ」「Hip Hop Boyz」 |      |
| 61 | 10月24日 | ブラビついにデビュー！ ドーバー海峡横断部 KING of Character バトルトーナメント「フクメンズ」「 Senior Junior」 |      |
| 62 | 10月31日 | ブラックビスケッツ ブラビに試練！解散か？日本デビューか？ 南原ギャグプロデュース KING of Character バトルトーナメント「父さんのコップ」「コギャルドラゴン」                                                                      |      |
| 63 | 11月7日  | ブラックビスケッツ スポーツ実況部 KING of Character バトルトーナメント「ナンフィー南田」「ラバーズ」 |      |
| 64 | 11月14日 | ブラックビスケッツ スポーツ実況部 誰が本当にスゴいのか？秋のウリナリ女王決定戦！！ KING of Character バトルトーナメント「ブレーンブラザーズ」「演歌ボーイズ」                                                                    |      |
| 65 | 11月21日 | ブラビに新たな衝撃が！ スポーツ実況部 KING of Character バトルトーナメント「ホワイティ」「 Senior Junior」 |      |
| 66 | 11月28日 | ブラビプロモビデオ作成 ウリナリ声優部 KING of Character バトルトーナメント「ナンフィー南田」「父さんのコップ」 ブラビ速報 |      |
| 67 | 12月5日  | ブラックビスケッツ ウリナリ声優部 KING of Character バトルトーナメント「演歌ボーイズ」「父さんのコップ」 |      |
| 68 | 12月12日 | ブラビ「スタミナ」オリコン順位発表 ブラビ台湾ライブ ポケビ緊急会議 KING of Character バトルトーナメント「ホワイティ」「父さんのコップ」                                                                                          |      |
| 69 | 12月19日 | 目指せ夢の武道館ライブ |      |

### 1998年
| 回  | 放送日   | 内容 | 備考 |
| --- | -------- | --- | ---- |
| 70  | 1月9日   | ホワイティのウリナリ！！目指せ夢の武道館スペシャル キングオブキャラクター準優勝「父さんのコップ」 キングオブキャラクターベスト4「 Senior Junior」 キングオブキャラクターベスト4「演歌ボーイズ」 ホワイティ LIVE IN 武道館 |      |
| 71  | 1月16日  | 武道館ゴールの瞬間 武道館ライブの裏側 ポケビライブIN武道館 ホワイティ武道館ライブの裏側 |      |
| 72  | 1月23日  | ポケビVSブラビきき酒対決 ドーバー海峡横断部 ランキングキャラクターライブウィンタースペシャル「コギャルドラゴン」「ナンフィー南田」                                                                                        |      |
| 73  | 1月30日  | ドーバー海峡横断部 1998番組の将来を考えるウリナリ大会議 新世紀ナヴァンゲリオン ランキングキャラクターライブ ホワイティCUP98「川柳塾」「チーム早口」                                                                       |      |
| 74  | 2月6日   | 内村レギュラー復活企画 ポケビ新事実発覚 ポケビ新展開 ブラビ新展開 ランキングキャラクターライブ ホワイティCUP98「市原のオバチャン」「演歌ボーイズ」                                                                        |      |
| 75  | 2月13日  | 活動再開！モテないブラザーズ ウリナリポエム部 ポケビ新曲完成 ブラビ新曲完成 ランキングキャラクターライブ ホワイティCUP98「コント555」「アナザービスケッツ」                                                               |      |
| 76  | 2月20日  | ドーバー海峡横断部 モテないブラザーズ ブラビ・ポケビ ランキングキャラクターライブ ホワイティCUP98「王子さまお姫さま」「正す達人の会」                                                                                     |      |
| 77  | 2月27日  | モテないブラザーズ 濱口改造計画 ポケビ・ブラビ ランキングキャラクターライブ ホワイティCUP98「イスタンブール」 |      |
| 78  | 3月6日   | モテないブラザーズ ドーバー海峡横断部 ブラビ・ポケビ ランキングキャラクターライブ ホワイティCUP98「川柳塾」「小4ズ」 |      |
| 79  | 3月13日  | モテないブラザーズ ブラビ・ポケビ ランキングキャラクターライブ ホワイティCUP98「王子さまお姫さま」「父さんのコップ」 |      |
| 80  | 3月27日  | モテないブラザーズ コント「フナキくんとハラダくん」 新曲を出せるのはポケビか！？ブラビか！？ ウリナリ特製ジャンプ台 マスターテープを運べ！ガソリンすごろく対決！！                                                        |      |
| 81  | 4月10日  | ポケビVSブラビ ブラビ in N.Y ドーバー海峡横断部 ランキングキャラクターライブ ホワイティCUP98「チーム早口」「市原のオバチャン」                                                                                            |      |
| 82  | 4月17日  | ポケビ悲しみの旅へ ブラビ新曲プロモ完成 ドーバー海峡横断部 ランキングキャラクターライブ ホワイティCUP98「小4ズ」「イスタンブール」                                                                                        |      |
| 83  | 4月24日  | ウリナリ女王決定戦〜春の陣〜 四年目突入記念春のウリナリ大会議 ブラビ今夜急展開！ ランキングキャラクターライブ ホワイティCUP98「チーム早口」「王子さまお姫さま」                                                           |      |
| 84  | 5月1日   | 内村レギュラー復活企画 ブラビプロモーション活動 ランキングキャラクターライブ ホワイティCUP98「川柳塾」「ザ・パント」 |      |
| 85  | 5月8日   | 内村レギュラー復活企画 新生ポケビ始動 ブラビ新メンバー候補 ランキングキャラクターライブ ホワイティCUP98「辞めんなマン」                                                                                                   |      |
| 86  | 5月15日  | 内村レギュラー復活企画 ドーバー海峡横断部 ポケットビスケッツ ブラックビスケッツ ランキングキャラクターライブ ホワイティCUP98「宗像コーチ」                                                                                |      |
| 87  | 5月22日  | ドーバー海峡横断部 新世紀ナヴァンゲリオン ポケットビスケッツ ブラックビスケッツ ランキングキャラクターライブ ホワイティCUP98「燃える闘魂」「スリーフルーツ」                                                              |      |
| 88  | 5月29日  | 南原濱口なかよしの旅 ドーバー海峡横断部 ポケットビスケッツ ブラックビスケッツ ランキングキャラクターライブ ホワイティCUP98「ウド劇団」「グッドボーイズ」                                                                  |      |
| 89  | 6月5日   | ポケットビスケッツ 南原濱口なかよしの旅 ブラックビスケッツ KING of Character バトルトーナメント2「チーム早口VSザ・パント」                                                                                                |      |
| 90  | 6月19日  | ポケットビスケッツ ドーバー海峡横断部 ブラックビスケッツ KING of Character バトルトーナメント2「辞めんなマンVS燃える闘魂」                                                                                                |      |
| 91  | 6月26日  | ポケットビスケッツ100万人署名最終日の集い |      |
| 92  | 7月3日   | ドーバー海峡横断部 ウリナリ王子決定戦 ポケットビスケッツ KING of Character バトルトーナメント2「スリーフルーツVS小4ズ」                                                                                                   |      |
| 93  | 7月17日  | ドーバー海峡横断部 ブラックビスケッツ ポケットビスケッツ KING of Character バトルトーナメント2「イスタンブールVSグッドボーイズ」                                                                                          |      |
| 94  | 7月24日  | ドーバー海峡横断部 ポケットビスケッツ ブラックビスケッツ KING of Character バトルトーナメント2「川柳塾VS王子さまお姫さま」                                                                                                |      |
| 95  | 7月31日  | ドーバー海峡横断部 ポケットビスケッツ ブラックビスケッツ KING of Character バトルトーナメント2「チーム早口VS辞めんなマン」                                                                                                |      |
| 96  | 8月21日  | 芸能人社交ダンス部 ドーバー海峡横断部 ポケットビスケッツ ブラックビスケッツ KING of Character バトルトーナメント2「小4ズVSグッドボーイズ」                                                                                |      |
| 97  | 9月4日   | 芸能人社交ダンス部 ドーバー海峡横断部 ポケットビスケッツ ブラックビスケッツ |      |
| 98  | 9月11日  | ポケットビスケッツ 芸能人社交ダンス部 ブラックビスケッツ KING of Character バトルトーナメント2「ホワイティVS辞めんなマン」                                                                                                |      |
| 99  | 9月18日  | 芸能人社交ダンス部 ブラックビスケッツ KING of Character バトルトーナメント2「王子さまお姫さまVS小4ズ」 |      |
| 100 | 9月25日  | 芸能人社交ダンス部炎の全日本団体戦スペシャル〜98秋 |      |
| 101 | 10月16日 | 社交ダンス全日本団体戦決勝 ブラビ南々見・天山2人だけの台湾 KING of Character バトルトーナメント2「ホワイティVS王子さまお姫さま」                                                                                          |      |
| 102 | 10月23日 | ポケットビスケッツ ドーバー海峡横断部 KING of Character バトルトーナメント2「決勝結果発表」 ウリナリ秋の大会議 |      |
| 103 | 10月30日 | ザッツ・ウリナリテイメントヒーロー・ヒロイン決定戦 鈴木任紀結婚への道 ポケビ・ウドギターソロデビューへの道 ランキングキャラクターライブスペシャル「ある社交ダンス部員の1日」「小4ズ」                                     |      |
| 104 | 11月13日 | ポケビ・ウドギターソロデビューへの道 千秋ソロデビュー ブラックビスケッツ 鈴木任紀結婚への道 ザッツ・ウリナリテイメント ランキングキャラクターライブ「日本男児」「バロン内村」                                             |      |
| 105 | 11月20日 | 二者択一天国と地獄 鈴木任紀結婚への道 ザッツ・ウリナリテイメント ブラックビスケッツ ランキングキャラクターライブ「くらした〜い」「ジェントル南田」「天野のかあちゃん」                                                    |      |
| 106 | 11月27日 | ポケビ・ブラビ「紅白歌合戦出場決定」 ポケビ・ウドギターソロデビューへの道 ザッツ・ウリナリテイメント ランキングキャラクターライブ「チーム日本史」「日本男児」                                                             |      |
| 107 | 12月4日  | ザッツ・ウリナリテイメント ドーバー海峡横断部 ランキングキャラクターライブ「くらした〜い」「父さんのコップ」 |      |
| 108 | 12月11日 | ポケットビスケッツ・ブラックビスケッツ SPECIAL BAND「歴史的和解調印式」 ザッツ・ウリナリテイメント ランキングキャラクターライブ「ウドえもん」「ジェントル南田」                                                           |      |
| 109 | 12月18日 | ザッツ・ウリナリテイメント ドーバー海峡横断部 ブラックビスケッツ ランキングキャラクターライブ「チーム日本史」「天野のかあちゃん」                                                                                         |      |
| 110 | 12月25日 | ホワイティのX'mas'98ザッツ・ウリナリテイメント!！ |      |

### 1999年
| 回  | 放送日   | 内容 | 備考 |
| --- | -------- | --- | ---- |
| 111 | 1月15日  | 紅白歌合戦本番舞台裏を公開！ ホワイティのX mas'98ザッツ・ウリナリテイメントの舞台裏 ドーバー海峡横断部 ランキングキャラクターライブ「川柳塾」                                                                                |      |
| 112 | 1月22日  | ブラックビスケッツ ポケビウドのデビュー曲「まごころ」レコーディング 新春ウリナリ大会議 ランキングキャラクターライブ「天野のかあちゃん」「くらした〜い」                                                                      |      |
| 113 | 1月29日  | ポケットビスケッツ ブラックビスケッツ ドーバー海峡横断部 鈴木任紀結婚への道 ランキングキャラクターライブ「チーム日本史」「ジェントル南田」                                                                                   |      |
| 114 | 2月5日   | ドーバー海峡横断部 濱口VS神様五番勝負 ポケットビスケッツ ランキングキャラクターライブ「川柳塾」「バロン内村」 |      |
| 115 | 2月12日  | 王子にトキメキを！ウリナリ3人娘による接待大会 ポケットビスケッツ ブラックビスケッツ 鈴木任紀結婚への道 ランキングキャラクターライブ「モーニング息子。」「天野のかあちゃん」                                                  |      |
| 116 | 2月19日  | ポケットビスケッツ 神様VSウリナリ王子 鈴木任紀結婚への道 ブラックビスケッツ ランキングキャラクターライブ「ちょっといい話」「くらした〜い」                                                                                   |      |
| 117 | 2月26日  | ポケットビスケッツ ドーバー海峡横断部 南原再生工場 ランキングキャラクターライブ「ちっちっちあきちゃん」「チーム日本史」 |      |
| 118 | 3月5日   | ポケットビスケッツ ブラックビスケッツ 鈴木任紀結婚への道 ランキングキャラクターライブ「モーニング息子。」「ちょっといい話」                                                                                                  |      |
| 119 | 3月12日  | ポケットビスケッツ ブラックビスケッツ 鈴木任紀結婚への道 ランキングキャラクターライブ「微妙な恋人たち」「日本男児」 |      |
| 120 | 3月19日  | ポケットビスケッツ ブラックビスケッツ 鈴木任紀結婚への道 ドーバー海峡横断部 ランキングキャラクターライブ「チーム世界史」「天野のかあちゃん」                                                                                 |      |
| 121 | 3月26日  | ウッチャンナンチャンのウリナリ！！サクラ咲ケSPECIAL ポケットビスケッツ ブラックビスケッツ 鈴木任紀結婚への道 |      |
| 122 | 4月30日  | ドーバー海峡横断部 新生ブラックビスケッツ ランキングキャラクターライブ「ニュースの出来事」「フリーディレクターKOJIRO」 |      |
| 123 | 5月21日  | 新生ブラックビスケッツ ポケットビスケッツ ドーバー海峡横断部 ランキングキャラクターライブ「俺は長田だっ!」「投稿!肉体写真」                                                                                                  |      |
| 124 | 5月28日  | 新生ブラックビスケッツ ポケットビスケッツ ドーバー海峡横断部 ウリナリレギュラーメンバー強化プロジェクト南原再生工場「ゴスペルソング『OH HAPPY DAY』」 ランキングキャラクターライブ「東京シャンソンショー」「ちょっといい話」 |      |
| 125 | 6月4日   | 新生ブラックビスケッツ Pocket Biscuits Presents 国民の皆様に御挨拶にやって参りました！弾かぬなら弾かせてみよう！！内村テルスペシャル初夏'99 ドーバー海峡横断部 ランキングキャラクターライブ「ニュースの出来事」              |      |
| 126 | 6月11日  | ポケットビスケッツ 新生ブラックビスケッツ ドーバー海峡横断部 KING of Character バトルトーナメント3「モーニング息子VSくらした〜い」                                                                                           |      |
| 127 | 6月18日  | 新生ブラックビスケッツ ドーバー海峡横断部 ポケットビスケッツ ウリナリレギュラーメンバー強化プロジェクト南原再生工場「ゴスペルソング『聖者の行進』」 KING of Character バトルトーナメント3「天野のかあちゃんVSザ・パント」    |      |
| 128 | 6月20日  | 生放送ブラビ歌謡ショー ウリナリが始まって4年と3ヶ月記念芸人だってもらいたい！ボーナス争奪！新コンビお笑い大会 |      |
| 129 | 6月25日  | 生放送の裏側 ドーバー海峡横断部 ポケットビスケッツ KING of Character バトルトーナメント3「ちっちっちあきちゃんVS東京シャンソンショー」                                                                                       |      |
| 130 | 7月2日   | 新コンビお笑い大会視聴率結果発表 ポケットビスケッツ 新生ブラックビスケッツ ドーバー海峡横断部 KING of Character バトルトーナメント3「投稿!肉体写真VSちょっといい話」                                                         |      |
| 131 | 7月16日  | ポケットビスケッツVS審査委員会最後の聖戦 KING of Character バトルトーナメント3「俺は長田だっ!VSフリーディレクターKOSHIRO」                                                                                                   |      |
| 132 | 7月18日  | ウリナリ生特番ブラックビスケッツまだバイバイじゃないあきらめないぞスペシャル！！ |      |
| 133 | 7月23日  | 新生ブラックビスケッツ KING of Character バトルトーナメント3「モーニング息子VSザ・パント」 ポケットビスケッツ |      |
| 134 | 7月30日  | ブラックビスケッツ ドーバー海峡横断部 ポケットビスケッツ KING of Character バトルトーナメント3「ちっちっちあきちゃんVS投稿!肉体写真」                                                                                        |      |
| 135 | 8月13日  | ドーバー海峡横断部 ブラックビスケッツ ポケットビスケッツ KING of Character バトルトーナメント3「俺は長田だっ!VSザ・パント」                                                                                                  |      |
| 136 | 8月27日  | ドーバー海峡横断部VS南原再生工場 南原新企画奪三振王への道 ポケットビスケッツ KING of Character バトルトーナメント3「ホワイティVS投稿!肉体写真」                                                                              |      |
| 137 | 9月3日   | ドーバー海峡横断部 よゐこリストラ対決 ポケットビスケッツ KING of Character バトルトーナメント3番外編「モーニング息子」 |      |
| 138 | 9月10日  | ドーバー海峡横断部 南原再生工場 よゐこリストラ対決2 ブラックビスケッツ KING of Character バトルトーナメント3「俺は長田だっ!VSホワイティ」                                                                                    |      |
| 139 | 9月17日  | ドーバー海峡横断部「壮行会」 ブラックビスケッツ KING of Character バトルトーナメント3「決勝結果発表」 ロケ特別編「東京シャンソンショー」「ちょっといい話」                                                                   |      |
| 140 | 10月1日  | ドーバー海峡完全横断！！奇跡の16時間37分SPECIAL |      |
| 141 | 10月15日 | ドーバー海峡横断部「解散式」 ブラックビスケッツ 有野女性レギュラー復帰対決 ランキングキャラクターライブスペシャル「天野のかあちゃん」                                                                                        |      |
| 142 | 10月22日 | インド映画「NATTU」メーキング」 有野女性レギュラー復帰対決 スーパーフライデーナイトライブ「トークマン」「8人の侍」 |      |
| 143 | 10月29日 | インド映画「NATTU」メーキング ウリナリ秋の大運動会王子チームVS神様チーム スーパーフライデーナイトライブ「チーマン」「青空」                                                                                                  |      |
| 144 | 11月5日  | 芸能人社交ダンス部 エンターテイメント集団南々見組 スーパーフライデーナイトライブ「レッツエクササイズ」8人の侍 |      |
| 145 | 11月12日 | 芸能人社交ダンス部 エンターテイメント集団南々見組 スーパーフライデーナイトライブ「トークマン」「芸術派家族」 |      |
| 146 | 11月19日 | 神様チームVS王子チームレガッタ対決 芸能人社交ダンス部 南々見組最新情報 内村新たなるチャレンジ スーパーフライデーナイトライブ「チーマン」「青空」                                                                             |      |
| 147 | 11月26日 | 芸能人社交ダンス部 内村新たなるチャレンジ スーパーフライデーナイトライブ「名探偵アナン」「8人の侍」 |      |
| 148 | 12月3日  | 芸能人社交ダンス部 ポケットビスケッツ ナトゥさんナトゥさんのコーナー スーパーフライデーナイトライブ「笑いの会社」「コウスケとキョウコ」                                                                                      |      |
| 149 | 12月10日 | ユーミン&ポケットビスケッツ 芸能人社交ダンス部 スーパーフライデーナイトライブ「トークマン」「ゲンジ物語」 |      |
| 150 | 12月17日 | ユーミン&ポケットビスケッツ 芸能人社交ダンス部 南々見組 スーパーフライデーナイトライブ「レッツエクササイズ」 |      |

### 2000年
| 回  | 放送日   | 内容 | 備考 |
| --- | -------- | --- | ---- |
| 151 | 1月7日   | 芸能人社交ダンス部炎の個人戦あたって砕けるかSPECIAL |      |
| 152 | 1月14日  | Yuming +Urinari MILLENNIUM SPECIAL |      |
| 153 | 1月21日  | 芸能人社交ダンス部炎の個人戦!!秘蔵VTRスペシャル ポケットビスケッツ |      |
| 154 | 1月28日  | ポケットビスケッツ 南々見組 ウリナリ大会議 スーパーフライデーナイトライブ「日テレ式健康体操」「ハートカクテル」                                                                  |      |
| 155 | 2月4日   | ポケットビスケッツ思い出の旅 ウリナリ新人戦 スーパーフライデーナイトライブ「ソルジャー」「ゲンジ物語」                                                                           |      |
| 156 | 2月11日  | 舞台版ナトゥ ポケットビスケッツ思い出の旅 スーパーフライデーナイトライブ「レッツエクササイズ」「ケンイチヨーコ」 Pocket Biscuits in SAIPAN                                       |      |
| 157 | 2月18日  | 舞台版ナトゥ ソルジャーEPISODE1 ポケットビスケッツ思い出の旅 スーパーフライデーナイトライブ「トークマン」「本当はこの中で…」                                                     |      |
| 158 | 2月25日  | 舞台版ナトゥ ポケットビスケッツ思い出の旅 スーパーフライデーナイトライブ「ソルジャー」                                                                                           |      |
| 159 | 3月3日   | ポケットビスケッツ 舞台版ナトゥ スーパーフライデーナイトライブ「ぶらり3人旅」「ゲンジ物語」 南々見組                                                                             |      |
| 160 | 3月10日  | ポケットビスケッツ 舞台版ナトゥ スーパーフライデーナイトライブ「ケンイチヨーコ」「ハートカクテル」                                                                               |      |
| 161 | 3月17日  | 舞台版ナトゥ ポケットビスケッツ スーパーフライデーナイトライブ「ソルジャー」「略さない家族」                                                                                     |      |
| 162 | 3月24日  | ウッチャンナンチャンのウリナリ！！運命の舞台裏鳥肌総立ちの秘密公開 NATTU LIVE ON STAGE ポケットビスケッツ最終章                                                                  |      |
| 163 | 4月14日  | ポケットビスケッツスペシャル |      |
| 164 | 4月21日  | NATTU LIVE ON STAGE 完全版 |      |
| 165 | 4月28日  | ウッチャンナンチャンのウリナリ！！5年の軌跡 |      |
| 166 | 5月12日  | 改革派ウリナリ維新軍VS保守派ウリナリ正規軍 南々見組最新情報 スーパーフライデーナイトライブ「暮らしの裏ワザ刑事」「林檎ボーイズ」 シングルDVD"チッチナ"プロモーションビデオ初公開 |      |
| 167 | 5月19日  | 維新軍敗者のけじめ マッターホルン登頂部 南々見組最新情報 スーパーフライデーナイトライブ「ソルジャー」「ケンイチヨーコ」                                                          |      |
| 168 | 5月26日  | マッターホルン登頂部 ダンステンジク ウリナリ維新軍 スーパーフライデーナイトライブ「ダジャレ道場」「デンティスト」                                                                |      |
| 169 | 6月2日   | マッターホルン登頂部 ダンステンジク 新生ウリナリ維新軍 スーパーフライデーナイトライブ「Let's英会話」「妄想族」                                                                   |      |
| 170 | 6月9日   | ウリナリマーチングバンド部 正規軍VS維新軍緊急トラブル応急処置対決 スーパーフライデーナイトライブ「ミツバチウッチ」「ハートカクテル」                                             |      |
| 171 | 6月16日  | マッターホルン登頂部 ダンステンジク スーパーフライデーナイトライブ「勝ち抜き余韻ショー」「ぶらり3人旅」                                                                          |      |
| 172 | 6月23日  | ウリナリマーチングバンド部 ダンステンジク スーパーフライデーナイトライブ「ケンイチヨーコ」「妄想族」                                                                             |      |
| 173 | 6月30日  | ウリナリマーチングバンド部 ウドはつらいよ スーパーフライデーナイトライブ「勝ち抜き余韻ショー」                                                                                   |      |
| 174 | 7月21日  | 南々見組新展開 続ウドはつらいよ マッターホルン登頂部 スーパーフライデーナイトライブ「レッツエクササイズ」「ひっぱり野球」                                                        |      |
| 175 | 7月28日  | マッターホルン登頂部 南々見組 スーパーフライデーナイトライブ夏休みスペシャル「ひっぱり吊り輪」「妄想族」                                                                         |      |
| 176 | 8月4日   | マッターホルン登頂部 南々見組 スーパーフライデーナイトライブ「イフストーリー」「ケンイチヨーコ」                                                                                 |      |
| 177 | 8月11日  | マッターホルン登頂部 ダンステンジク スーパーフライデーナイトライブ「ソルジャー」「かなわぬ恋」                                                                                   |      |
| 178 | 8月25日  | 南原清隆VS内村玄太 南々見組新人オーディションin韓国 スーパーフライデーナイトライブ「妄想族」「ナヤンデルタール人」                                                               |      |
| 179 | 9月1日   | マッターホルン登頂部 南々見組新人オーディションin韓国 |      |
| 180 | 9月22日  | マッターホルン登頂部 南々見組 スーパーフライデーナイトライブ「レイトマン」「チーム文学史」                                                                                       |      |
| 181 | 9月29日  | 日韓共催ウリナリ！！スペシャル ソウル-横浜2000キロ20世紀最後の大爆走 |      |
| 182 | 10月13日 | ダンステンジク 南々見組 マッターホルン登頂部 |      |
| 183 | 10月20日 | ウリナリゼミナール マッターホルン登頂部 |      |
| 184 | 10月27日 | ウリナリブライダルプロデュースカンパニー ウリナリゼミナール マッターホルン登頂部 南々見組                                                                                        |      |
| 185 | 11月3日  | ウリナリブライダルプロデュースカンパニー ウリナリゼミナール 南々見組 |      |
| 186 | 11月10日 | 黒田幕太郎のビバ！サルサ ウリナリゼミナール ブランニュービスケッツ |      |
| 187 | 11月17日 | ウリナリブライダルプロデュースカンパニー ウリナリゼミナール マッターホルン登頂部 ブランニュービスケッツ                                                                          |      |
| 188 | 11月24日 | ウリナリブライダルプロデュースカンパニー ブランニュービスケッツ |      |
| 189 | 12月1日  | 赤岳登頂部 ウリナリゼミナール ブランニュービスケッツ ナトゥ踊る！ニンジャ伝説 |      |
| 190 | 12月8日  | 赤岳登頂部 ウリナリゼミナール ブランニュービスケッツ |      |
| 191 | 12月15日 | ウリナリゼミナール ブランニュービスケッツ |      |
| 192 | 12月22日 | ウリナリ緊急生放送！ ナトゥ踊る！ニンジャ伝説波乱の前夜祭スペシャル |      |

### 2001年
| 回     | 放送日   | 内容 | 備考 |
| ------ | -------- | --- | ---- |
| 193    | 1月12日  | 赤岳登頂部 ブランニュービスケッツ |      |
| 194    | 1月19日  | ウリナリ女子柔道部 ネバーギブアップブラザーズVS真モテないブラザーズ |      |
| 195    | 1月26日  | ウリナリ7 ウリナリブライダルプロデュースカンパニー 黒幕&愛人緊急告知 |      |
| 196    | 2月2日   | ウリナリ7 ウリナリブライダルプロデュースカンパニー 東京LOVEカラオケビデオ撮影中！                                                                                           |      |
| 197    | 2月9日   | ウリナリ7 ネバーギブアップブラザーズVS真モテないブラザーズ 東京LOVEカラオケビデオ                                                                                           |      |
| 198    | 2月16日  | ウリナリブライダルプロデュースカンパニー |      |
| 199    | 2月23日  | ウリナリ女子柔道部 ウリナリ7 ネバーギブアップブラザーズVS真モテないブラザーズ                                                                                               |      |
| 200    | 3月2日   | ウリナリ7 ウリナリ女子柔道部 真モテないブラザーズ真のモテない王決定戦ウドVS濱口どちらがモテないか対決                                                                       |      |
| 201    | 3月9日   | ウリナリ女子柔道部 ウリナリ7 |      |
| 202    | 3月16日  | ウリナリ女子柔道部 ウリナリ7 ウリナリ7メンバー戦力分析 |      |
| 203    | 3月23日  | 勝たなきゃ解散総選挙ウリナリ離ればなれはいや〜んスペシャル ウリナリ7VS日本一 ウリナリ7VSスポーツ7                                                                           |      |
| 204    | 4月20日  | ウリナリ解散総選挙 ウリナリ解散総選挙緊急世論調査 ウリナリ史上初コンビネタによるスペシャルライブ「ウッチャンナンチャン」「K2」                                              |      |
| 特別編 | 4月21日  | ウリナリ解散総選挙候補者政見放送 |      |
| 205    | 4月27日  | ウリナリ解散総選挙予備選挙結果発表 旧レギュラー陣のコンビネタスペシャルライブ「キャイ〜ン」「よゐこ」 公開討論会                                                            |      |
| 206    | 5月4日   | ウリナリ解散総選挙！！今夜ついに新レギュラー決定！！ |      |
| 207    | 5月11日  | ウリナリ解散総選挙！！今夜ついに新レギュラー決定！！完結編 新・芸能人社交ダンス部                                                                                           |      |
| 208    | 5月25日  | 新・芸能人社交ダンス部 AランチVSBランチ対決 |      |
| 209    | 6月8日   | 新・芸能人社交ダンス部 公約実現ショー |      |
| 210    | 6月15日  | 新・芸能人社交ダンス部 ウリナリライブ 2001「新モーニング息子」「命ボーイズ」                                                                                                |      |
| 211    | 6月29日  | 新・芸能人社交ダンス部 天野ひろゆき公約実現ショー ウリナリライブ 2001「U2」「トリオ・THE・メガネ」                                                                          |      |
| 212    | 7月6日   | 新・芸能人社交ダンス部 ウリナリライブ 2001「ハートカクテル〜新装開店〜」 |      |
| 213    | 7月27日  | 新・芸能人社交ダンス部史上最低のダンス部員は夢の段取りを叶える事が出来るのかSPECIAL                                                                                         |      |
| 214    | 8月3日   | ウッチャンナンチャンのウリナリ！！芸能人社交ダンス部真夏の決戦ポンコツ達の挑戦SPECIAL                                                                                       |      |
| 215    | 8月17日  | 新・芸能人社交ダンス部 ウリナリ遊ぼっちゃゲーム ウリナリライブ 2001「犬の惑星 PLANET OF THE DOGS」「ニョロニョロママ」                                                      |      |
| 216    | 8月31日  | 新・芸能人社交ダンス部 ウリナリ新女王決定戦 ウリナリライブ 2001「新モーニング息子」「お水のあぜ道」                                                                         |      |
| 217    | 9月14日  | 新・芸能人社交ダンス部 ウリナリ昇級会 ウリナリライブ 2001「ものまね喫茶」                                                                                                   |      |
| 218    | 9月21日  | 新・芸能人社交ダンス部 新・芸能人社交ダンス部VSスーパースターダンサーズ超星舞団 ウリナリライブ 2001「大竹先生&鈴木先生」 ワールド・グランドチャンピオンズカップ2001記者会見 |      |
| 219    | 9月28日  | 芸能人社交ダンス部今度こそ日本一だぜ！炎の団体戦SPECIAL 新・芸能人社交ダンス部                                                                                              |      |
| 220    | 10月19日 | 新・芸能人社交ダンス部 男子シンクロ挑戦部 ウリナリ！グラチャンプロデュース ウリナリライブ 2001 スペシャルジョイントカーニバル「新モーニング息子」                           |      |
| 221    | 10月26日 | 男子シンクロ挑戦部 ウリナリ！グラチャンプロデュース ウリナリライブ 2001 スペシャルジョイントカーニバル「ヒゲダンス2001」 グラチャン2001応援歌"TOMORROW"完成                 |      |
| 222    | 11月2日  | 男子シンクロ挑戦部 ウリナリ！グラチャンプロデュース 全日本バレーボールのコマーシャルをつくる！ マスコットガール決定戦 メモリーキャッツ                                      |      |
| 223    | 11月9日  | ウリナリ時間拡大スペシャル ウリナリ！グラチャンプロデュース マスコットガール決定戦 グラチャン開会式に向けカラーガード猛練習 グラチャン壮行会 男子シンクロ挑戦部             |      |
| 224    | 11月30日 | ガンバレ日本！ウリナリもがんばったぞ！グラチャンの裏側全て見せますスペシャル ウリナリ肉体年齢対決                                                                           |      |
| 225    | 12月7日  | ウリナリ遊ぼっちゃゲーム ウルトラキャッツ再始動！！ ウリナリライブ 2001 スペシャルジョイントカーニバル「Library〜図書館にて〜」                                             |      |
| 226    | 12月14日 | 芸能人・泥だんご王決定戦 ウルトラキャッツ メモリーキャッツ新展開！！ ウリナリライブ 2001「ハートカクテル」                                                                  |      |
| 227    | 12月21日 | ウリナリ大捜査線 ウリナリ決死の食材探し対決 メモリーキャッツ ウルトラキャッツ                                                                                               |      |

### 2002年
| 回  | 放送日  | 内容 | 備考 |
| --- | ------- | --- | ---- |
| 228 | 1月11日 | ウリナリ決死の大冒険初夢は叶うのかよSP 新春泥だんごバトル100万円王座決定戦 ウリナリ新年会命がけ食材対決 ウルトラキャッツ                                                                              |      |
| 229 | 1月18日 | メモリーキャッツ ウリナリ肉体年齢対決2 |      |
| 230 | 1月25日 | ウリナリ狂言部 まぐろ部 ウリナリライブ 2002「ナリーポッターと賢者の玉」「大竹先生&鈴木先生」 ウルトラキャッツ                                                                                         |      |
| 231 | 2月1日  | マリック内村イリュージョンデート ウリナリ狂言部 ウルトラキャッツ ウリナリライブ 2002「アマボ」「命ボーイズ」                                                                                          |      |
| 232 | 2月8日  | 勝俣・山川の愛は真実か ウリナリ狂言部 ウルトラキャッツ ウルトラキャッツ韓国デビューへの道 ウリナリライブ 2002「超難解迷宮入り間近欧米風殺人っぽい事件」                                               |      |
| 233 | 2月15日 | 運命を決めるウリナリ大会議 ウリナリ祭りに向け最後の大挑戦 ウリナリ狂言部 ウルトラキャッツ |      |
| 234 | 2月22日 | ウリナリ祭り ウリナリ狂言部 ウルトラキャッツ |      |
| 235 | 3月1日  | モテないブラザーズ ウリナリ狂言部 ウルトラキャッツ |      |
| 236 | 3月8日  | ウリナリ狂言部 ウリナリメンバーが振り返る感動の名場面集 |      |
| 237 | 3月15日 | 2002ファイナルカーニバルウリナリ祭り ウリナリファイナル本番当日 ウルトラキャッツ 全ての軌跡を振り返るウリナリ部活ヒストリー ウリナリユニットヒストリー                                                |      |
| 238 | 3月22日 | 2002ファイナルカーニバルウリナリ祭り ウリジェクトX挑戦者たち 芸能人社交ダンス部 ウリナリで活躍したキャラクター達 ウリナリファイナルウリナリオールスターズ「スチールバンオーケストラ『風になりたい』」 |      |

## 主な企画

### 通常コーナー
- ウリナリ芸能人社交ダンス部
- ポケビ・ブラビシリーズ
- ドーバー海峡横断部
- もてないブラザーズ
- ウリナリ大会議
- ランキングキャラクターライブ

### ウリナリ解散総選挙
2001年4月、ウリナリ大会議で「ウリナリ解散総選挙」実施が決定（決定への経緯はウリナリ大会議を参照）。同年5月、総選挙後に番組リニューアルが行われ、メンバーが大幅に変更。選挙では東京のみならず全国主要都市に投票所を設けた他、出口調査や比例代表制、随時当選確実の速報を入れるなど、本物の公職選挙における制度やそれに関する報道体制を取り入れ、舛添要一が解説で出演した。なお2001年当時の日本の公職選挙では20歳未満および日本国籍を有しない者の投票は認められていなかったが、ウリナリ解散総選挙では原則として誰でも投票可能であった。
解散総選挙に立候補したメンバーはアクシャン、アルカリ三世、ウッチャンナンチャン、おさる&おかん、キャイ〜ン、K2、さまぁ〜ず、手裏剣トリオ、ずん、底ぬけAIR-LINE、TIM、Take2、デンジャラス、どーよ、ドロンズ、X-GUN、バナナマン、ホーム・チーム、よゐこ、リットン調査団の20組（50音順）。
結果、ウンナン、キャイ〜ン、勝俣がレギュラー残留。ゴルゴ、大竹、坂本ちゃんが新メンバーとしてレギュラー入り。落選したよゐこ、堀部が番組を降板した（堀部はこの後、一時期タレント活動をほぼ停止し、放送作家に専念していた。『ウリナリ!!』最後の出演の際、「負けたらテレビから身を引く覚悟でいます」と語っていた）。
また、女性陣も山川を除いて一新。新たに小池、神戸が加入した。
しかし、番組の大リニューアルは結果的に失敗し、2002年の3月いっぱいで放送終了が決まった。

### 運命のファイナルステージ ウリナリ祭り 〜7年間の総決算〜
2002年3月12日、有楽町・東京国際フォーラムにて行われた『ウリナリ!!』ファイナルイベント。レギュラー放送最終回。映画の撮影でどうしても来られなかった堀部を除きかつてのレギュラーがほぼ全員出演。千秋、ビビアン以外はエンディングまで出演していた（2人がなぜ早々に帰ってしまったかは不明）。
ポケビ、ブラビ、ウルトラキャッツ、メモリーキャッツ等、番組発ユニットのヒット曲披露（McKee、黒幕&愛人、ウリナリオールスターズを除く）、部活動ヒストリー、現メンバーによるスチールパン演奏などを行い、7年間の番組の歴史に幕を閉じた。

## 音楽ユニット
この番組から誕生した番組企画ユニット。番組終了に伴い全てのユニットが活動を停止している。あくまで活動停止であり、解散ではないことをウンナンの2人が説明している。活動再開をしない理由は不明であるが、復活の声は20年以上経つ今でも根強く、幾度か復活した事例もある。唯一、ジニー・リーのみが内村側（ウルトラキャッツ）と南原側（ブランニュービスケッツ）両陣営でCDデビューを果たしている。
内村側ユニット
- ポケットビスケッツ（1995年11月 - 2000年3月、2002年番組最終回、2018年8月25日〈復活〉、2023年12月31日〈復活〉）
  - TERU、Chiaki & Fruits Flowers、UDO（いずれもソロプロジェクト）
  - Yuming+Pocket Biscuits
- 黒幕&愛人（2001年）
- ウルトラキャッツ（2001年10月 - 2002年9月）

南原側ユニット
- McKee（1995年11月 - 1996年5月）
- ブラックビスケッツ（1997年1月 - 1999年10月、2002年番組最終回、2022年12月3日〈復活〉、2023年12月31日〈復活〉）
- 南々見組 （1999年10月 - 2000年）
- ブランニュービスケッツ[14]（2000年11月 - 2001年1月）
- メモリーキャッツ（2001年）

その他
- ウリナリオールスターズ

## エンディングテーマ
『ウリナリ!!』では、番組で結成された企画ユニットの曲をエンディングテーマとしていた。主にユニットのプロモーションビデオやメイキングビデオの映像とともに流れていた。なお、TERUの「青の住人」（1999年2月19日放送）は前奏が長いため歌詞がほとんど流れなかった。また、エンディングテーマがない時期もあった。
ポケビvsブラビ対決の全盛期は、3番勝負でエンディングの時間配分を決めることもあり、CDデビュー前のブラックビスケッツがカラオケボックスで歌っている様子が放送されたこともあった。
1. 「Can't Stop My Heart」McKee
2. 「Rapturous Blue」ポケットビスケッツ（1996年5月10日等）
3. 「Yellow Yellow Happy」ポケットビスケッツ
4. 「Red Angel」ポケットビスケッツ
5. 「GREEN MAN」ポケットビスケッツ
6. 「STAMINA」ブラックビスケッツ（1998年1月30日等）
7. 「Timing」ブラックビスケッツ（1998年4月17日 - 6月5日、7月3日）
8. 「Pink Princess」ポケットビスケッツ（1998年6月19日）
9. 「POWER」ポケットビスケッツ（1998年7月17日 - 7月31日、8月21日、9月4日 - 9月11日）
10. 「Relax」ブラックビスケッツ（1998年10月16日 - 10月30日、11月13日 - 12月18日）
11. 「HAPPY CHRISTMAS」ウリナリオールスターズ（1999年2月12日）
12. 「青の住人」TERU（1999年2月19日）
13. 「マーガレット」CHIAKI&FruitsFlowers（1999年2月26日 - 3月12日）
14. 「まごころ」ウド鈴木
15. 「Bye-Bye」ブラックビスケッツ（1999年5月28日 - 7月16日、2000年11月3日）
16. 「Days」ポケットビスケッツ（1999年7月23日、7月30日、8月27日 - 9月17日）
17. 「My Diamond」ポケットビスケッツ（1999年8月13日）
18. 「Millennium」Yuming+ポケットビスケッツ（2000年1月21日 - 2月25日）
19. 「チッチナ」南々見組（2000年5月12日、5月26日）
20. 「サヨナラッ」南々見組（2000年6月16日、6月23日）
21. 「partner"S"」ブランニュービスケッツ
22. 「東京LOVE」黒幕&愛人（2001年2月9日）
23. 「TOMORROW」メモリーキャッツ
24. 「バレム〜願い〜」ウルトラキャッツ

なお、社交ダンス部の特番にはエンディングテーマはない。

## DVD・VHS
ポケビ・ブラビなど音楽ユニットのディスコグラフィは各ユニットの項を参照。
- ウッチャンナンチャンのウリナリ!! ランキング・キャラクター・ライブ傑作選（1 - 6巻・「ザ・ベスト・オブ・ホワイティ」） - 初回特典として各ユニットのカードがランダムに各3枚付いていた。カードは全60種。
- ウッチャンナンチャンのウリナリ!! ナトゥ
- ウッチャンナンチャンのウリナリ!! ドーバー海峡完全横断!!（前編・後編）
- 運命のファイナルステージ ウリナリ祭り完全版
- ウッチャンナンチャンのウリナリ!! 芸能人社交ダンス部 DVD-BOX
  - ウッチャンナンチャンのウリナリ!! 芸能人社交ダンス部 1996春 伝説はこの大会から始まったスペシャル!!
  - ウッチャンナンチャンのウリナリ!! 芸能人社交ダンス部 2005春 大復活!新たなる挑戦スペシャル!!

## スタッフ
- 企画：内村光良、南原清隆（クレジットなし）
- ナレーション：奥田民義、バッキー木場、山口奈々ほか
- 構成：廣岡豊、清水東、海老克哉、おちまさと、内村宏幸、そーたに、都築浩、中野俊成
- 美術：小野寺一幸（1996年7月頃-）
- デザイン：久保玲子、本田恵子
- 装置：小出幸男
- メイク：大塚恭子
- 衣裳：松沢味季
- TM：伊東聡
- TD：田中祥嗣（以前はSW）
- カメラ：青木芳行
- 音声：近藤良弘
- 照明：根建勝広
- 編集：中野栄滋（パークタワーウエスト→テレテックメディアパーク）
- MA：石塚亮（パークタワーウエスト→テレテックメディアパーク）
- TK：山沢啓子
- 音効：保苅智子（VAMP、保苅→1996年9月頃-）
- 制作進行：三浦正義、中田敦子
- 広報：神山喜久子
- 企画協力：田村正裕（マセキ芸能社、以前は制作協力）
- 制作協力：ザ・ワークス、モスキート、テレテック
- ディレクター：篠宮浩司、小島悟、井村誠男、植木一実、長田昌之、寺野慎一郎（篠宮・植木→1997年4月頃-、篠宮→一時期演出、長田→以前は演出補）
- 演出：工藤浩之、加藤幸二郎（加藤→以前はディレクター、1997年4月頃-）
- プロデューサー：戸田一也（以前はAP）、齋藤匠（ザ・ワークス、以前は制作協力→AP）、中村昌哉（以前は制作進行→AP）
- チーフプロデューサー：吉川圭三（2001年7月 - 2002年3月22日）
- 製作著作：日本テレビ

### 過去のスタッフ
- 構成：鮫肌文殊、藤沢めぐみ
- 美術：羽谷重信
- 美術進行：鈴木喜勝、星野充紀
- 装置：鎌田直毅
- メイク：井上純子
- 衣装：宮沢(澤)愛
- TM：宮下英俊、秋山真
- TP：田中元一
- TD：勝見明久
- SW：福王寺貴之
- CAM：佐藤博文
- 音声：糸谷隆夫、今村公威
- 照明：近藤一男、川島弘、渡辺一成、水戸実、朝倉若菜、合田憲司、平井治雄
- PA：佐藤武彦
- VE：高田彰彦、三浦勝志、九里隆雄、高橋一徳、矢田部昭
- ロケ技術：スウィッシュ・ジャパン
- 技術協力：共立、プログレッソ
- 編集：藤井秀隆（パークタワーウエスト）
- MA：白井俊彦（パークタワーウエスト）、吉澤千鶴（パークタワーウエスト→テレテックメディアパーク）
- 音効：白根沢修（VAMP）
- タイトルCG：SYNOV+KOUJI（以前はCG）、アクセス
- インフェルノ：田所貴司（マックレイ、以前はハリー→フレーム）
- ヘンリー：佐々木渉（マックレイ）
- 広報：木村晶子、高木雪
- 演出補：河野英裕
- 制作協力：零CREATE
- アシスタントプロデューサー：似鳥(島)利行、中井信介、赤間佳彦（中井→以前は編成）
- ディレクター：中西太
- 演出：星野淳一郎、磯野太、塩谷祥隆（塩谷→以前はディレクター）
- プロデューサー：土屋敏男（中期は演出兼任、1996年4月 - 2001年6月）
- チーフプロデューサー：棚次隆（1996年4月12日 - 2000年12月）、増田一穂（2001年1月 - 6月）